# Lasippa siberuta
Lasippa siberuta är en fjärilsart som beskrevs av Corbet 1942. Lasippa siberuta ingår i släktet Lasippa och familjen praktfjärilar. Inga underarter finns listade i Catalogue of Life.